# 耶律洼
耶律洼（？—？）字敌辇，辽国官员。契丹人，迭剌部出身。隋国王耶律释鲁的孙子，商院夷离堇耶律绾思之子。

## 经历
少年有器识，当时的人期待他成为辅佐皇帝的人。辽太祖时，虽未为官，但经常被委任做些国事。辽太宗即位，封为惕隐。天显十一年（936年），辽太宗率兵救援河东，耶律洼为先锋，击败张敬达军于太原北。会同年间，迁任北院大王。后来讨伐后晋，又为先锋，击败梁汉璋于瀛州。
辽太宗驾崩于栾城，辽国数个南方州郡叛乱，辽国军队人马困乏，军中不知所为。耶律洼与耶律吼定计策立辽世宗，就命令诸将说 ：“大行上宾，神器无主，永康王人皇王之嫡长，天人所属，当立；有不从者，以军法从事 。”（皇上驾崩，国家没有主人，永康王是人皇王的嫡长子，天人都中意他，当立为皇帝，不同意的，军法从事）诸将皆曰 ：“诺 。”世宗即位，赐他宫户五十，拜于越。
五十四岁时去世。